# Bechuille
Bé Chuille, úgy is, mint Becuille és Bé Chuma, az ír mitológia egy alakja, Danu népéből) való. A Metrical Dindshenchas egyik történetében jóságos boszorkányként jelenik meg, aki három másik Tuatha Dével összefogva legyőzi Carmant, a gonosz görög boszorkányt. Art mac Cuinn kalandjában (Echtrae Airt meic Cuinn (echtra – kaland)) Eogan Inbir feleségeként tűnik fel, de megcsalja őt Gaidiarral, Manannán mac Lir fiával; ezután száműzik az emberek világába. Száz csatát megjárt Conn feleségül veszi, de ő teljesen beleszerelmesedik Artba, Conn fiába. A druidák megmondják Conn-nak, hogy Bé Chuille bűnei kopár pusztasággá változtatják a birodalmát, és végül Bé Chuille-t innen is száműzik.